# Marskalk av Sovjetunionen

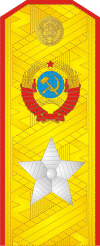
Axelklaff 1943-1955.

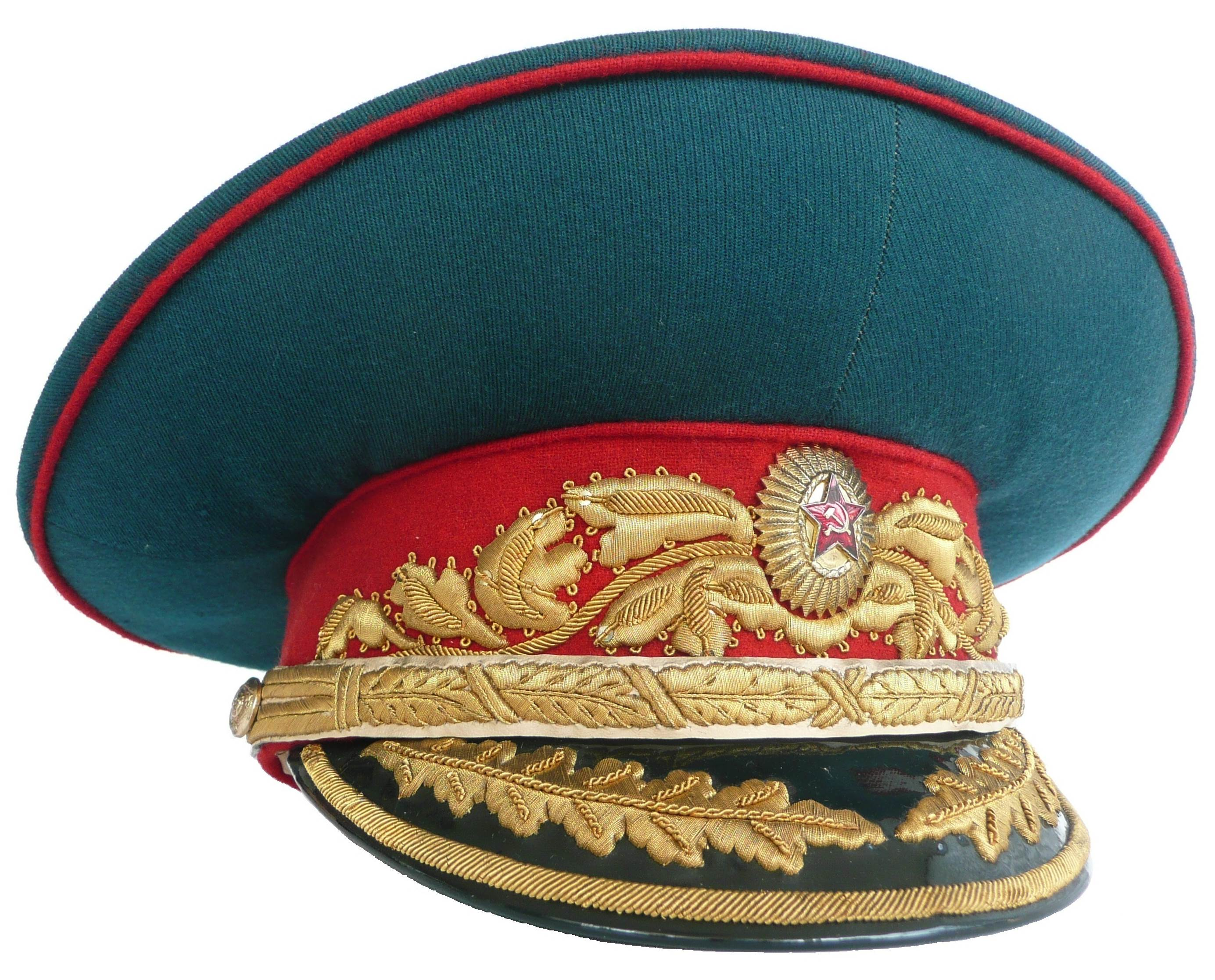
Skärmmössa för marskalk av Sovjetunionen.

Marskalk av Sovjetunionen (ryska: Маршал Советского Союза, Marsjal Sovjetskogo Sojuza) var den högsta militära befälsgraden inom Sovjetunionens landstridskrafter.
Inom sovjetiska flottan användes den honorära graden amiral av Sovjetunionens flotta för motsvarande högsta befälsgrad.

## Historik
Efter oktoberrevolutionen 1917 genomfördes utrensningar i den gamla kejserliga ryska officerskåren som ansågs vara kontrarevolutionär och fylld med reaktionärer. Man försökte i största möjliga mån undvika formella officersgrader, men med åren tvingades man trots allt återinföra reguljära tjänstegrader (löjtnant upp till överste) i Röda armén. Det huvudsakliga beslutet fattades i Folkkommissariernas råd den 22 september 1935. Men den överordnade befälsgraden general vägrade man att införa då kopplingen till den tsarryska militären var för stark, överst i hierarkin inrättades istället graden marskalk av Sovjetunionen.
I maj 1940 infördes istället ett antal kommendörsgrader för att ersätta den vanliga generalsgraden. Marskalk av Sovjetunionen ersatte i stort den gamla kejserliga överbefälhavartiteln generalfältmarskalk. I första hand skapades dock graden marskalk som en hederstitel för de befäl i Röda armén som stred i ryska inbördeskriget.
Totalt blev 41 personer utsedda till marskalk av Sovjetunionen varav tre (Josef Stalin, Lavrentij Berija och Nikolaj Bulganin) erhöll titeln inte på grund av frontbefälsbedrifter utan rent politiska beslut. I egenskap av överbefälhavare förärades Josef Stalin, som utsågs till marskalk av Sovjetunionen 1943, den ännu högre och symboliskt förnämare titeln generalissimus men lär ha vägrat acceptera införandet av en sådan ytterligare högsta militärtitel.
Efter Sovjetunionens sammanbrott i december 1991 pensionerades samtliga innehavare av graden som slutade delas ut. Motsvarande befälsgrad i dagens Ryssland är marskalk av Ryska federationen.